# Stemma degli Stati Uniti d'America
Lo stemma degli Stati Uniti d'America (in inglese Great Seal of the United States) è uno stemma usato per la certificazione dei documenti pubblicati dal governo federale degli Stati Uniti d'America, paese che non possiede uno scudo araldico propriamente detto.

## Storia
La sua versione finale, ideata da Charles Thomson, venne approvata dal Congresso degli Stati Uniti d'America il 20 giugno del 1782, dopo che si erano succedute senza esito tre commissioni indette per la sua realizzazione.
Nel 1841, venne deciso di farne un conio che fu chiamato «Websterian Great Seal» in onore di Daniel Webster (1782-1852) allora segretario di Stato e committente. Il «Websterian Great Seal», venne usato fino al 1885, presentava solo sei frecce, poche olive, sei pali sullo scudo e fu criticato notevolmente.
Sebbene non specificato dai fondatori, il conio ha pure tredici foglie e tredici olive.
Nel 1935 sia il diritto che il rovescio dello stemma appaiono sul retro della banconota da un dollaro, per volere del presidente Franklin Delano Roosevelt. Non è incoerente citare a seguito di questa revisione che il motto Novus ordo seclorum fosse un riferimento implicito al New Deal.

## Descrizione
È composto da due parti: un diritto ed un rovescio. Solo il disegno presente sul diritto viene usato come stemma nazionale degli Stati Uniti d'America ed è presente sui passaporti e su diverse insegne militari statunitensi; inoltre, da esso discende lo stemma del Presidente degli Stati Uniti d'America.

### Diritto
Sul diritto dello stemma è rappresentata un'aquila dalla testa bianca (conosciuta anche come aquila calva), con le ali aperte, che porta sul petto uno scudo dal design simile alla bandiera statunitense, con un capo azzurro (ma senza stelle) e con tredici pali bianchi e rossi. Dalla prospettiva dell'aquila, essa stringe nel suo artiglio sinistro tredici frecce e in quello destro un ramo d'ulivo; la presenza di entrambi questi elementi intende significare che gli Stati Uniti hanno un forte desiderio di pace (il ramo d'ulivo), ma saranno sempre pronti alla guerra (le frecce). Il numero 13 non è casuale, poiché fa riferimento alle Tredici colonie che nel 1776 proclamarono la Dichiarazione di indipendenza degli Stati Uniti d'America.
L'aquila ha la testa rivolta verso il ramo d'ulivo, a simboleggiare la propensione alla pace, e nel becco stringe un nastro, sul quale è riportato il motto nazionale in latino E pluribus unum ("da molti, uno"), "che indica il processo di unificazione in corso (da notare che pure le lettere che compongono il motto sono tredici)". Sopra la sua testa appare una gloria con tredici stelle bianche in campo azzurro, disposte in maniera tale da formare una stella a sei raggi.

### Rovescio

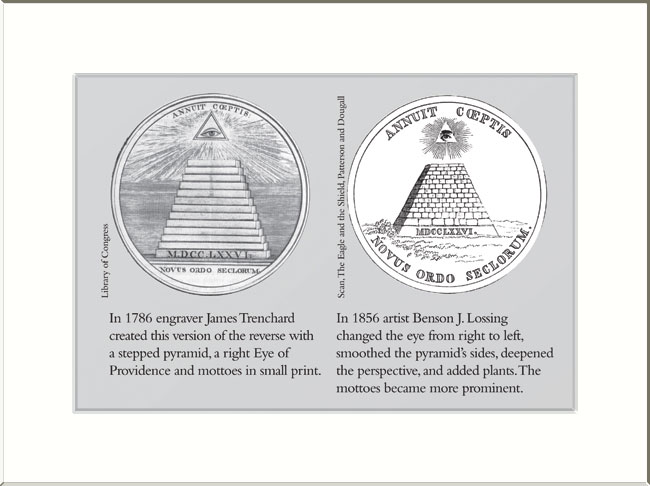
Modifica di Lossing

Sul rovescio dello stemma del 1782 era prevista una piramide incompleta, incisa poi con tredici gradoni (sempre con riferimento agli Stati fondatori) e sovrastata da un Occhio della Provvidenza. Sopra il motto latino Annuit cœptis  il cui significato è: «Egli approva [le nostre] decisioni». Sulla base è scritto l'anno d'indipendenza MDCCLXXVI (1776) in numeri romani, mentre in fondo alla raffigurazione si trova l'altro motto, Novus Ordo Seclorum (latino per "nuovo ordine dei secoli", liberamente tratto da un verso di Virgilio).
Nel luglio 1856 Benson John Lossing scrisse un articolo sullo stemma, e disegnò così il rovescio: con una piramide simile a una piramide egizia formata da mattoni. Da qui all'odierno simbolo poco è cambiato.